# Totally Krossed Out
Totally Krossed Out es el álbum debut del dúo de Hip Hop Kris Kross, compuesto por Chris "Mac Daddy" Kelly and Chris "Daddy Mac" Smith. El álbum salió a la venta el 17 de marzo de 1992. El álbum fue un éxito rotundo, vendiendo unas cuatro millones de copias y recibiendo críticas notables.

## Información del álbum
EL álbum está producido íntegramente por Jermaine Dupri, el cul fue el protector del dúo durante toda su carrera. El éxito de su primer álbum fue notable (siendo certificado platino 4x) y acabó alcanzando la posición 1# en la lista del Billboard 200. Los sencillos fueron "Jump" (el cual llegó al número uno en listas), "Warm It Up", "I Missed the Bus" y "It's A Shame".

## Lista de canciones
| #  | Título                    | Colaborador    | Duración |
| -- | ------------------------- | -------------- | -------- |
| 1  | "Intro Interview"         | —              | 0:51     |
| 2  | "Jump"                    | —              | 3:17     |
| 3  | "Lil' Boys in da Hood"    | —              | 3:05     |
| 4  | "Warm It Up"              | Jermaine Dupri | 4:09     |
| 5  | "The Way of Rhyme"        | —              | 2:59     |
| 6  | "Party"                   | —              | 4:03     |
| 7  | "We're in da House"       | —              | 0:39     |
| 8  | "A Real Bad Dream"        | —              | 1:58     |
| 9  | "It's a Shame"            | Treach         | 3:48     |
| 10 | "Can't Stop the Bum Rush" | —              | 2:57     |
| 11 | "You Can't Get With This" | —              | 2:24     |
| 12 | "I Missed the Bus"        | —              | 2:59     |
| 13 | "Outro"                   | —              | 0:43     |
| 14 | "Party [Extended Remix]"  | —              | 4:11     |
| 12 | "Jump [Extended Remix]"   | —              | 5:10     |

## Listas
| Lista (1992)      | Posición |
| ----------------- | -------- |
| Billboard 200     | 1        |
| Billboard 200 R&B | 1        |